# Hyperdimension Neptunia: Producing Perfection
Hyperdimension Neptunia: Producing Perfection (神次元アイドル ネプテューヌＰＰ, Kami Jigen Idol Neptune PP) est un jeu vidéo de rythme et de simulation de vie développé par Compile Heart et édité par Idea Factory, sorti en 2013 sur PlayStation Vita.
Contrairement aux jeux de la série principale, il s'agit d'un jeu de simulation d'idols.

## Accueil
- Destructoid : 6/10[1]
- IGN : 4/10[2]